# Rhagoletis flavigenualis
Rhagoletis flavigenualis är en tvåvingeart som beskrevs av Erich Martin Hering 1958. Rhagoletis flavigenualis ingår i släktet Rhagoletis och familjen borrflugor.
Artens utbredningsområde är Turkiet. Inga underarter finns listade i Catalogue of Life.